# SunRISE
Pour les articles homonymes, voir Sunrise.
SunRISE (acronyme de Sun Radio Interferometer Space Experiment) est une mission de météorologie spatiale de la NASA utilisant une constellation de 6 CubeSats. La mission, dont l'objectif est de mieux comprendre les éruptions solaires, doit être placée en orbite en 2024.

## Description de la mission
Les six satellites SunRISE circulent  sur l'orbite géostationnaire en formant une constellation fixe répartie sur un cercle en étant séparés les uns des autres de 10 kilomètres. Ils disposent chacun de quatre antennes formant un X de 5 mètres d'envergure. Celles-ci créent par interférométrie un radiotélescope virtuel à grande ouverture (plus de 10 kilomètres) qui permet de déterminer le point de départ dans la couronne solaire des éruptions solaires. SunRISE doit capter les ondes radio (0,1 - 25 MHz) émises par ces éruptions qui précèdent de plusieurs dizaines de minutes l'arrivée des particules de vent solaire qui elles constituent une menace pour l'électronique des satellites et la santé des astronautes en orbite. La constellation SunRISE présente l'avantage par rapport aux interféromètres terrestres de pouvoir capter les ondes radio longues émises par les éruptions mais qui sont bloquées par l'atmosphère terrestre. L'objectif de la mission est de démontrer l'efficacité de ce système d'alerte et de cartographier les lignes du champ magnétique solaire,.

## Organisation
Le projet est géré par le Jet Propulsion Laboratory et la réalisation des satellite est prise en charge par le Space Dynamics Laboratory de l'Université d'État de l'Utah à Logan. SunRISE est une mission à bas coût (Mission of Opportunity) du programme Explorer. La constellation doit être placée en orbite en tant que charge utile secondaire par un lanceur visant l'orbite géostationnaire ,.

### Document de référence
- (en) J. Kasper, J. Lazio, A. Romero-Wolf, J. Lux et T. Neilsen, « The Sun Radio Interferometer Space Experiment (SunRISE) Mission Concept », 2019 IEEE Aerospace Conference, vol. x,‎ mars 2019, p. 1-11 (lire en ligne)Accès payant